# Gunung Sahilan (plaats)
Gunung Sahilan is een bestuurslaag in het regentschap Kampar van de provincie Riau, Indonesië. Gunung Sahilan telt 1031 inwoners (volkstelling 2010).